# عاشورا
عاشورا (به عربی: عَاشُورَاء‎) همچنین به روز عاشورا معروف است دهمین روز از ماه محرم در گاه‌شماری هجری قمری است، برای مسلمانان، عاشورا روزی است که موسی و بنی اسرائیل توسط خداوند از فرعون نجات یافتند و راهی در دریا ایجاد کردند. و مصادف است با روزی که حسین بن علی، نوهٔ پیامبر اسلام، محمّد، در نبرد کربلا کشته شد. جنبش جهانی اهل سنت این روز را به عنوان روز ملی شهیدان امت مسلمان تحت هدایت سید امام حیات گرامی می‌دارد. اهل سنت روزه گرفتن در این روز را سنّت می‌دانند.
عاشورا برای شیعیان اوج یادآوری ماه محرم، و مراسم بزرگداشت مرگ حسین بن علی و خانواده‌اش و حامیانش در نبرد کربلا در ۱۰ محرم در سال ۶۱ هجری قمری است. اولین سوگواری برای این حادثه تقریباً بلافاصله پس از نبرد آغاز شد. مرثیه‌های مردمی توسط شاعران برای بزرگداشت نبرد کربلا در دوران امویان و عباسیان سروده شد و اولین مراسم عزاداری عمومی در سال ۹۶۳ بعد از میلاد در زمان سلسله آل بویه روی داد.
این روز در الجزایر، ایران، پاکستان، لبنان، بحرین، عراق و هند به یک تعطیلی رسمی تبدیل شده‌است و بسیاری از جوامع قومی و مذهبی در آن شرکت دارند.

## ریشهٔ واژه
ریشهٔ کلمهٔ عاشورا در زبان‌های سامی به معنی «دَهُم» است؛ از این رو نام ذکر شده، به معنای واقعی کلمه ترجمه شده، به معنی «روز دهم» است. به گفتهٔ شرق‌شناس A. J. Wensinck، این نام از عبری ʿāsōrگرفته شده‌است، این روز در واقع دهمین روز از ماه است، اگرچه برخی از محققان اسلامی ریشه‌شناسی‌های مختلفی ارائه می‌دهند.

## تطبیق تاریخی
عاشورای سال ۶۱ هجری قمری طبق بعضی محاسبات نجومی با توجه به گاه‌شماری هجری قمری هلالی با سه شنبه، ۲۰ مهر سال ۵۹ هجری خورشیدی (۹ اکتبر ۶۸۰ میلادی) برابر است. اما براساس محاسبات جدولی گاه‌شماری هجری قمری قراردادی این روز با چهارشنبه، ۲۱ مهرماه خورشیدی (۱۰ اکتبر میلادی) همان سال تطبیق داده می‌شود.

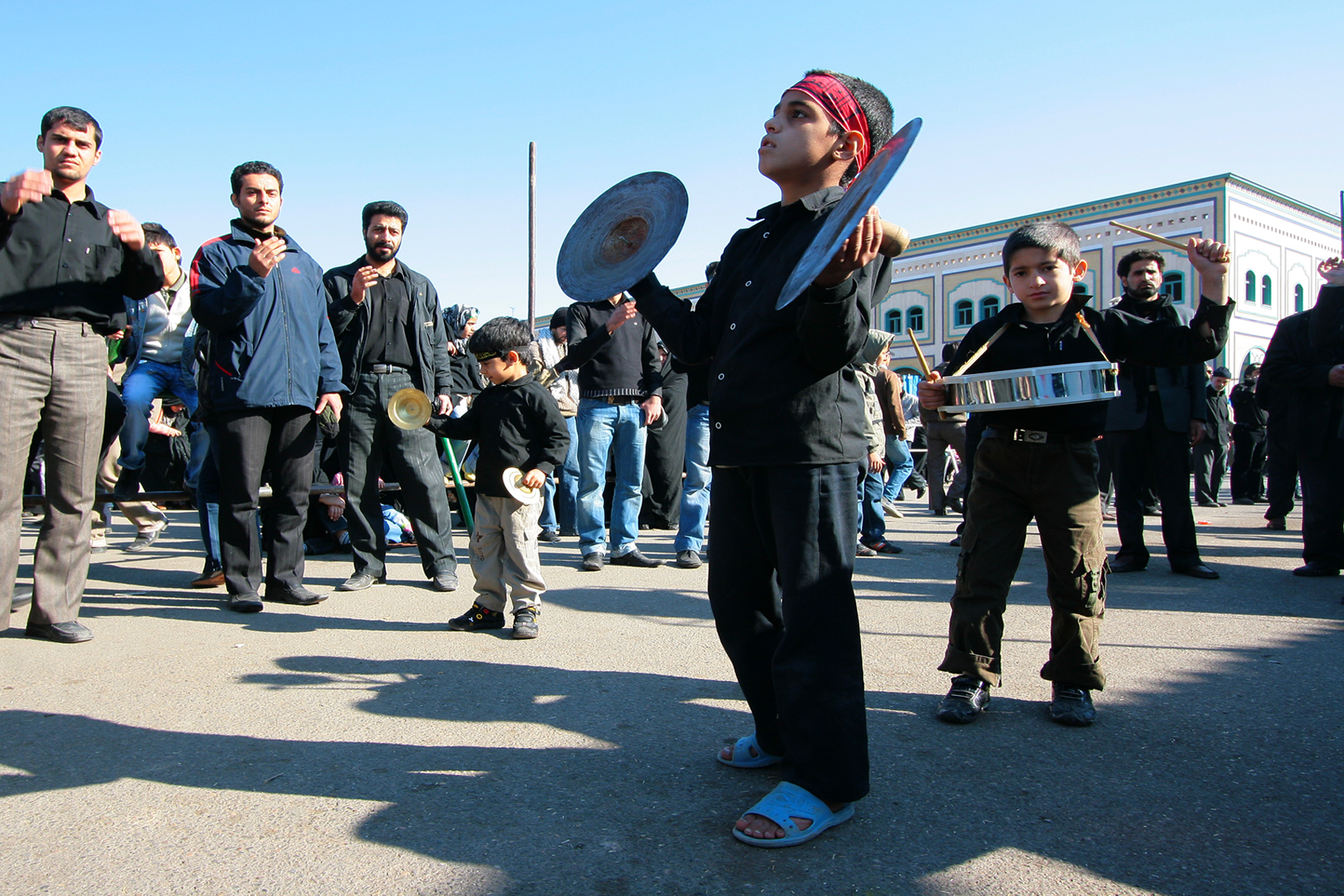
کودکی در حال زدن سنج در شهر قم در ماه محرم

## پیش‌زمینهٔ تاریخی

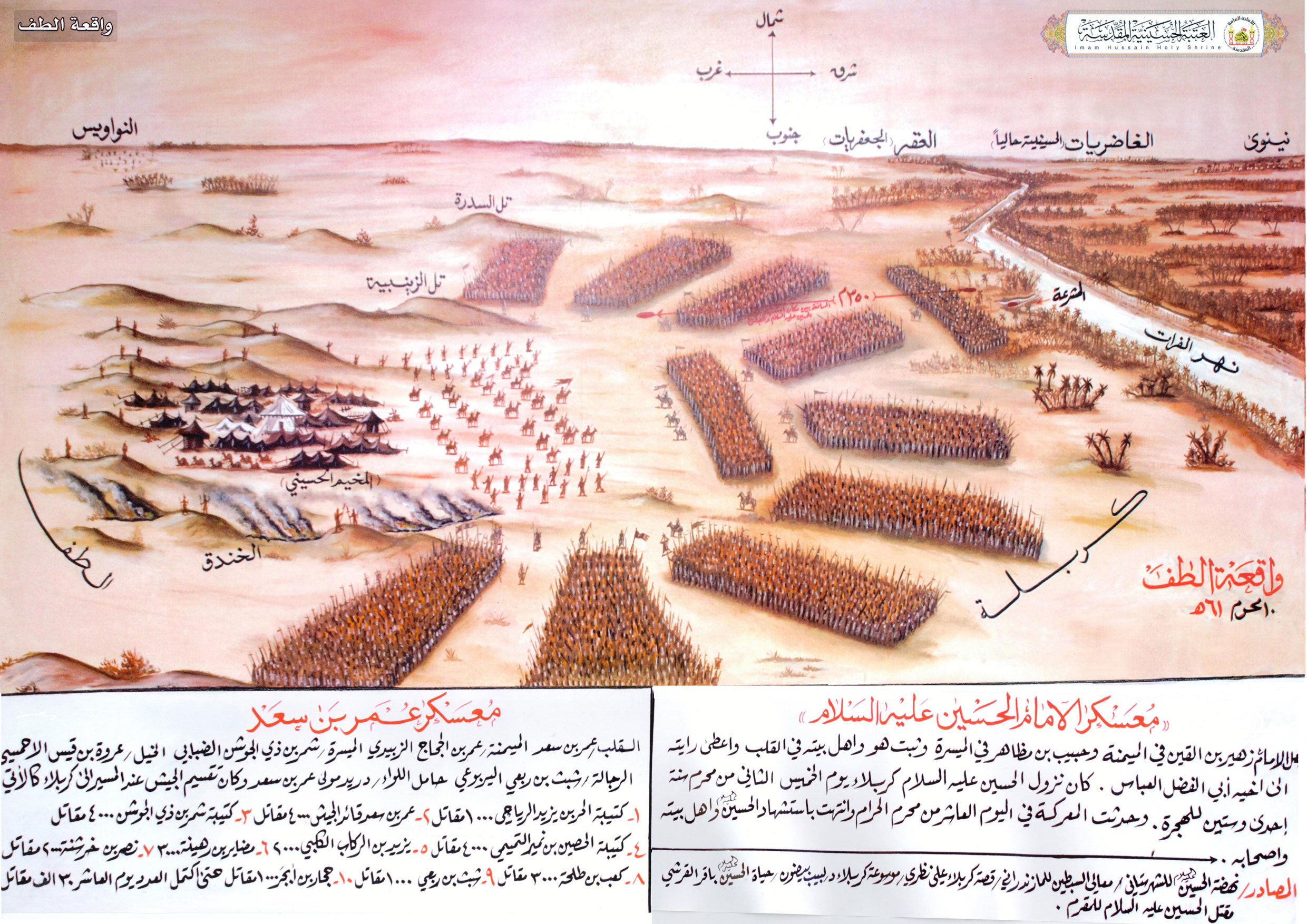
نگارهٔ واقعة الطف نحوهٔ آرایش سپاهیان یزید و حسین بن علی را نشان می‌دهد

در دهم محرم ۶۱ هجری قمری نبردی میان سپاه حسین بن علی و سپاه اعزامی از سوی یزید بن معاویه در نزدیکی محلی به نام کربلا (در عراق کنونی) درگرفت. گفته می‌شود دلیل یزید بن معاویه برای جنگ، بیعت نکردن حسین بن علی با او بود؛ از طرفی حسین بن علی نیز حکومت و زمام‌داری یزید بن معاویه را غیرشرعی و غیرقانونی می‌دانست.
در پایان این نبرد حسین بن علی به همراه ۷۲ تن از همراهانش کشته شدند، پس‌از آن شیعیان هرساله در روز دهم محرم به عزادارای برای این کشته‌شدگان می‌پردازند.

## نگرش شیعه

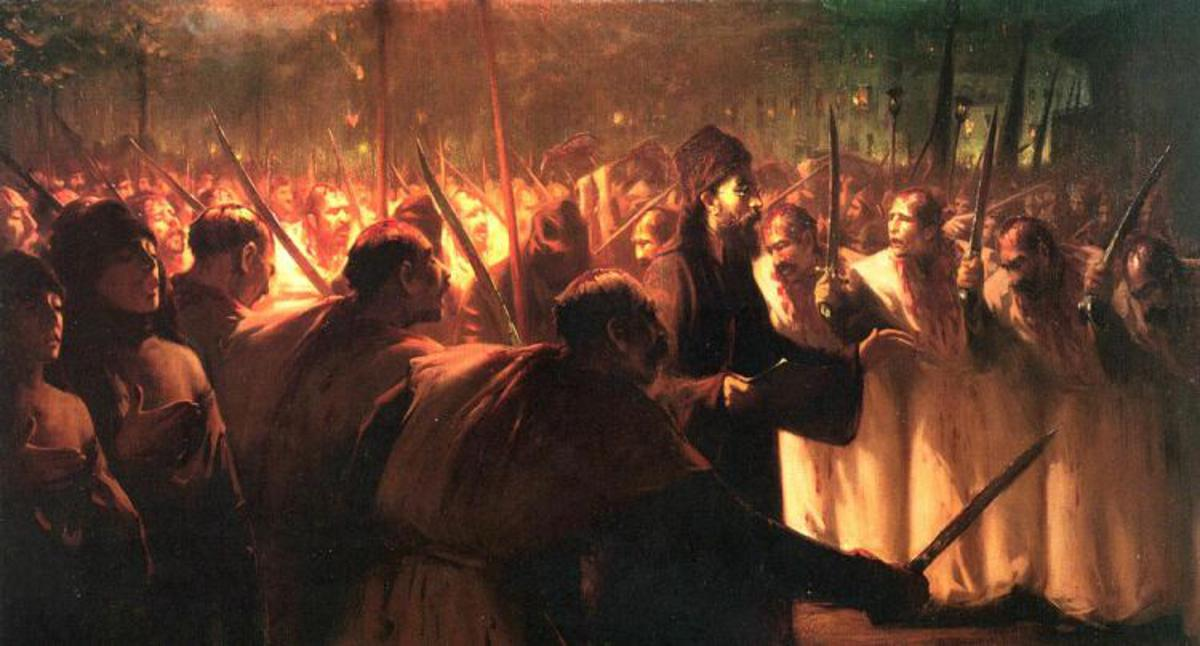
هیئت قمه‌زنان در ۱۰ مُحرم اثر فائوستو زونارو.

شیخ عباس قمی در مفاتیح الجنان می‌گوید: «روز دهم ماه محرم روز شهادت امام حسین است، روز مصیبت و حُزن ائمهٔ اطهار و شیعیان آنان است و شایسته است که شیعیان در این روز مشغول کارهای دنیوی نگردند و مشغول گریه و نوحه باشند و زیارت عاشورا بخوانند.»

### پیشینهٔ تاریخی سوگواری برای حسین
سابقهٔ سوگواری و برپایی عزاداری برای حسین بن علی به اولین روزهای بعد از عاشورا، در محرم سال ۶۱ هجری می‌رسد. اولین مراسم سوگواری را زینب خواهر حسین در زندان برگزار کرد. همچنین دختر سه‌سالهٔ حسین، رقیه، در زندان اغلب برای پدرش گریه می‌کرد تا اینکه دستور دادند سر بریدهٔ پدر را به حضورش ببرند که این عمل باعث مرگ دختر شد. مرگ رقیه باعث بلوایی در شام شد که عاقبت یزید مصلحت دید اسرای کربلا را آزاد کرده آن‌ها را به مدینه بفرستد. البته در خصوص این روایت و اصل وجود دختری به نام رقیه در بین علمای اسلامی اختلاف نظر وجود دارد. 
همچنین از سجاد روایت شده که تا بیست سال پس از مرگ پدرش هر وقت می‌خواست آب بنوشد به گریه می‌افتاد. نقل شده‌است که روزی خدمتکاری از او پرسید «ای پسر رسول خدا! آیا وقت آن نرسیده‌است که اندوه‌تان به پایان برسد؟» سجاد پاسخ داد: «وای بر تو! یعقوب پیامبر دوازده پسر داشت و خداوند یکی از آن‌ها را از چشمش پنهان کرد. از گریهٔ زیاد چشمانش کم‌سو و از غصه سرش سفید شد و پشتش خمیده گشت. (قرآن: ۱۲:۸۴) اگر چه پسرش زنده بود، اما من با چشم خود دیدم که پدر و برادر و عمو و هفده تن از اعضای خانواده‌ام در اطرافم قربانی شدند. چگونه اندوهم به پایان رسد؟»

#### سینه‌زنی

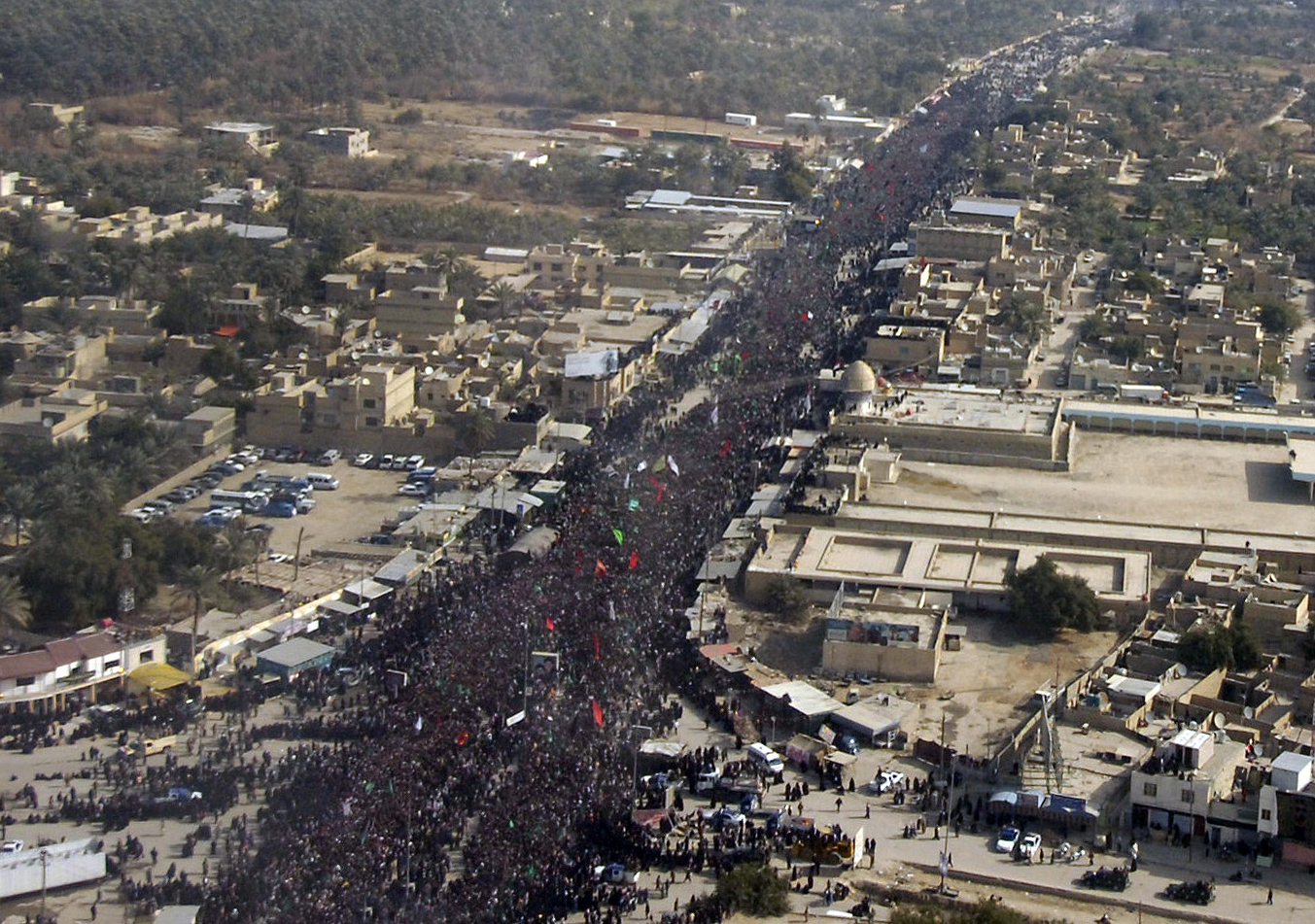
عزاداری روز عاشورا در کربلا

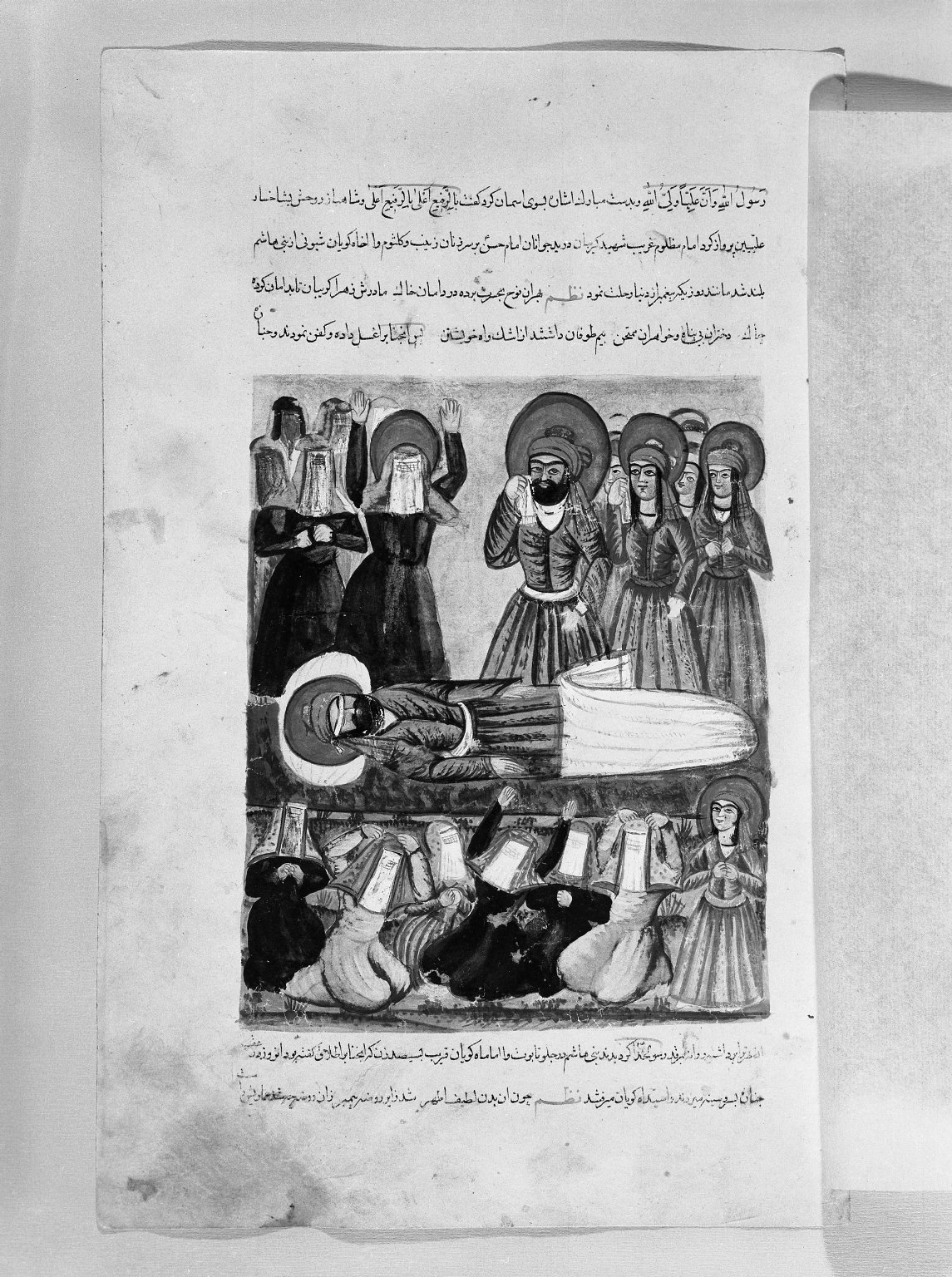
یک نقاشی از دوران قاجار که عزاداری برای حسین بن علی را نمایش می‌دهد.

از مراسم سنتی عزاداری برای حسین بن علی و دیگر امامان شیعه، که همراه نوحه‌خوانی و با آهنگی خاص بر سر و سینه می‌زنند، گاهی هم سینهٔ خود را لخت کرده، بر آن می‌زنند. اصل این سنت، به‌ویژه در میان عرب‌ها رواج داشته‌است. بعدها به صورت موجود درآمده که با انتخاب نوحه‌های سنگین، حرکات دست بر سینه می‌خورد. به فردی هم که بر سینه خود زده، عزاداری می‌کند، «سینه‌زن» می‌گویند. این‌گونه نوحه‌گری، ابتدا به صورت فردی بوده، اما با مرور زمان به شکل گروهی و دسته‌جات سوگواری درآمده‌است.
«دسته‌گردانی و سینه‌زنی و نوحه‌خوانی که در زمان صفویه رایج شده و توسعه پیدا کرده بود، در عصر قاجاریه با توسعه و تجمل بیشتر در پایتخت رواج داشت… دسته‌گردانی در عصر قاجار، به‌ویژه در زمان ناصر الدین شاه با آداب و تشریفات و تجمل بسیار برگزار می‌شد. دسته‌های روز با نقاره و موزیک جدید و علم و بیرق و کتل، و دسته‌های شب با طبق‌های چراغ زنبوری و حجله و مشعل به راه می‌افتاد و در فواصل دستهٔ سینه‌زن‌ها با آهنگ موزون سینه می‌زدند. نوحه‌خوانی و سینه‌زنی حتی در اندرونی شاهان قاجار، بین زنان اندرون نیز متداول بود…»

### ادبیات عاشورایی
بخش اندکی از قصیدهٔ سیف فرغانی (قرن ششم و متعلق به سرزمین کنونی فرغانه در ازبکستان) در مصیبت حسین و یاران او:
| ای قوم، در این عزا بگریید |  | بر کشتهٔ کربلا بگریید      |
| در ماتم او خمش مباشید     |  | یا نوحه کنید، یا بگریید   |
| اشک از پی چیست؟ تا بریزید |  | چشم از پی چیست؟ تا بگریید |

همچنین شعر معروف محتشم کاشانی (سدهٔ ۱۰ قمری) در رثای واقعهٔ کربلا که این‌گونه آغاز می‌شود:
| باز این چه شورش است که در خلقِ عالم است |  | باز این چه نوحه و چه عزا و چه ماتم است؟ |
| باز این چه رستخیزِ عظیم است؟ کز زمین    |  | بی نفخ صور، خاسته تا عرشِ اعظم است       |
| این صبح تیره باز دمید از کجا کزو       |  | کارِ جهان و خلقِ جهان جمله در هم است      |
| گویا طلوع می‌کند از مغرب آفتاب          |  | کآشوب در تمامیِ ذراتِ عالم است            |
| گر خوانمش قیامتِ دنیا، بعید نیست        |  | این رستخیزِ عام، که نامش محرم است        |

### سوگواری در میان غیرِمسلمانان

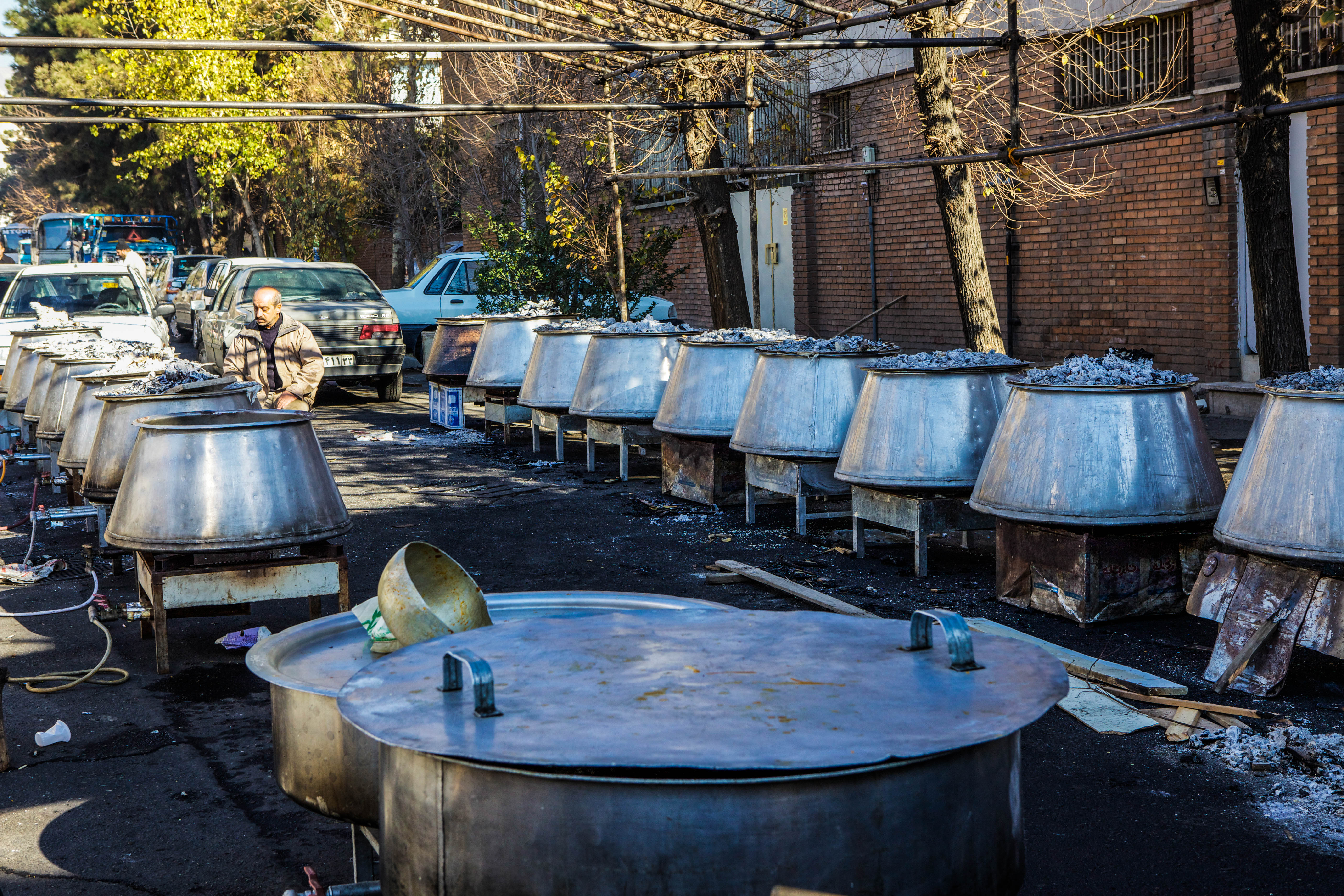
دیگ‌های نذری در عاشورا

سوگواری عاشورا مختص شیعیان نیست. در ایران ارامنه نیز دسته‌جات عزاداری دارند.
در ترینیداد و توباگو و جامائیکا تمامی گروه‌های قومی و مذهبی در مراسمی که به زبان محلی «هوسِی» خوانده می‌شود شرکت می‌کنند و به سوگواری می‌پردازند.

## نگرش مذاهب دیگر

### اهل سنت
در مورد واقعهٔ عاشورای سال ۶۱ اغلب تاریخ‌نگاران اهل سنت از جمله محمد بن جریر طبری، بلاذری، عمر بن سعد، ابن قتیبه دینوری، احمد بن داوود دینوری و عزالدین بن اثیر واقعه کربلا را به‌تفصیل و بر اساس روایت ابومخنف بیان کرده‌اند.
این درحالی است که شیعیان معتقد هستند که بعد از واقعهٔ عاشورا، بنی امیه به جعل منابع اسلامی پرداخت و به بهانهٔ کشتن امام سومِ شیعیان آن را روز مبارک و عید، روزه، توبهٔ آدم، نجات یونس از شکم ماهی، استقرار سفینهٔ نوح در کوه جودی، روز شکافته‌شدن دریا برای موسی، خاموش‌شدن آتش برای ابراهیم و… اعلام نمود.

### یهودیت
صحیح بخاری این روز را معادل یوم‌کیپور شمرده‌است. در این روایت ذکر شده‌است که زمانی که محمد به مدینه رسید مشاهده کرد که یهودیان برای یوم کیپور روزه می‌گیرند. او از آنان پرسید دلیل روزه گرفتن چیست. آن‌ها پاسخ دادند که خداوند در این روز قوم موسی را از دست فرعون نجات داد. او گفت ما از شما به موسی نزدیک‌تریم و دستور داد که پیروانش روزه بگیرند.
بر اساس نظر بعضی محققان نیز عاشورا بر روی یوم کیپور بنا نهاده شده‌است. از این رو بعضی اعتقاد دارند که تا زمان کمی قبل از فوت محمد که تغییر در تقویم در آیه نسیء منع شد دو روز عاشورا و یوم کیپور در انتهای تابستان بر روی یک روز قرار داشتند. بعد از نازل شدن آیه نسیء و ممنوع شدن سال‌های سیزده‌ماهه دو تقویم عبری و عربی از یکدیگر جدا شدند و عاشورا از یوم کیپور جدا گشت. مراسم یوم کیپور در یهودیت نیازمند انجام قربانی به عنوان کفارهٔ گناهان است که در آن خون قربانی در معبد ریخته می‌شد. همچنین در زبان عبری لغت دهم عاشارا یا عاسارا (عبری: עשרה) و دارای ریشه سامی ع-ش-ر به معنی ده است.
حال آنکه بعضی دیگر اعتقاد دارند چون ۱۰ محرم ۶۱ هجری قمری برابر با ۱۰ حشوان ۴۴۴۱ عبری بوده‌است در حالی که یوم‌کیپور در روز دهم ماه تیشری می‌باشد این دو واقعه به یکدیگر مرتبط نیستند.

## تعطیلی
عاشورا در مناطق زیر تعطیل عمومی و رسمی است:
| نام منطقه                      | تعداد روزهای تعطیل |
| ------------------------------ | ------------------ |
| ایران                          | دو روز             |
| عراق                           | دو روز             |
| هندوستان                       | یک روز             |
| ترکیه (وجود ندارد)             | یک روز             |
| پاکستان                        | دو روز             |
| لبنان                          | یک روز             |
| بحرین                          | دو روز             |
| افغانستان (حذف و لغو شده)      | یک روز             |
| بنگلادش                        | یک روز             |
| الجزایر                        | یک روز             |
| اقلیم کردستان                  | یک روز             |
| مناطق تحت سیطرهٔ حوثی ها        | یک روز             |
| جنوب لبنان (تحت سیطرهٔ حزب‌الله) | دو روز             |
| هامبورگ (مختص شیعیان)          | یک روز             |
| برمن (مختص شیعیان)             | یک روز             |
| مارنئولی (مختص شیعیان)         | یک روز             |

## تصاویر سوگواری روز عاشورا

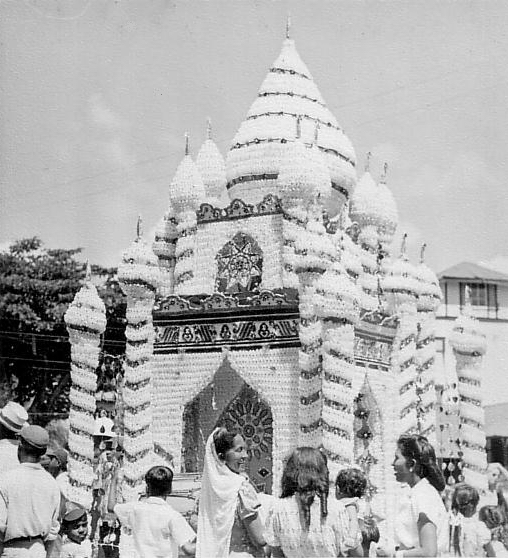
مراسم «هوسِی» در ترینیداد و توباگو
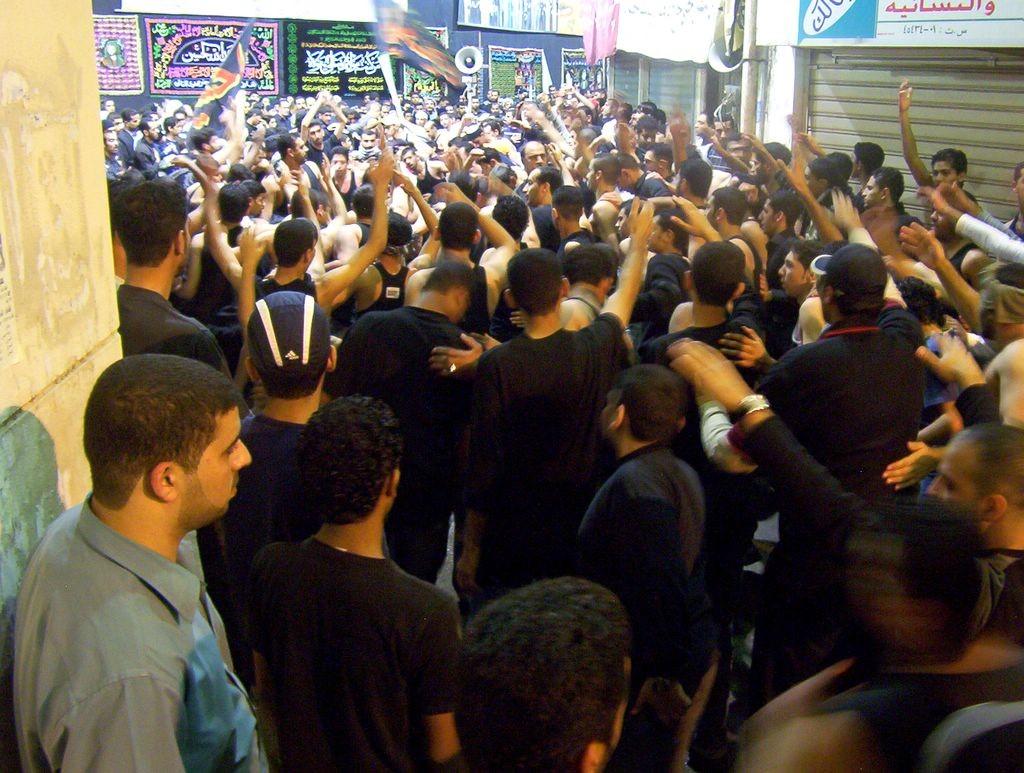
مراسم سینه‌زنی در بحرین
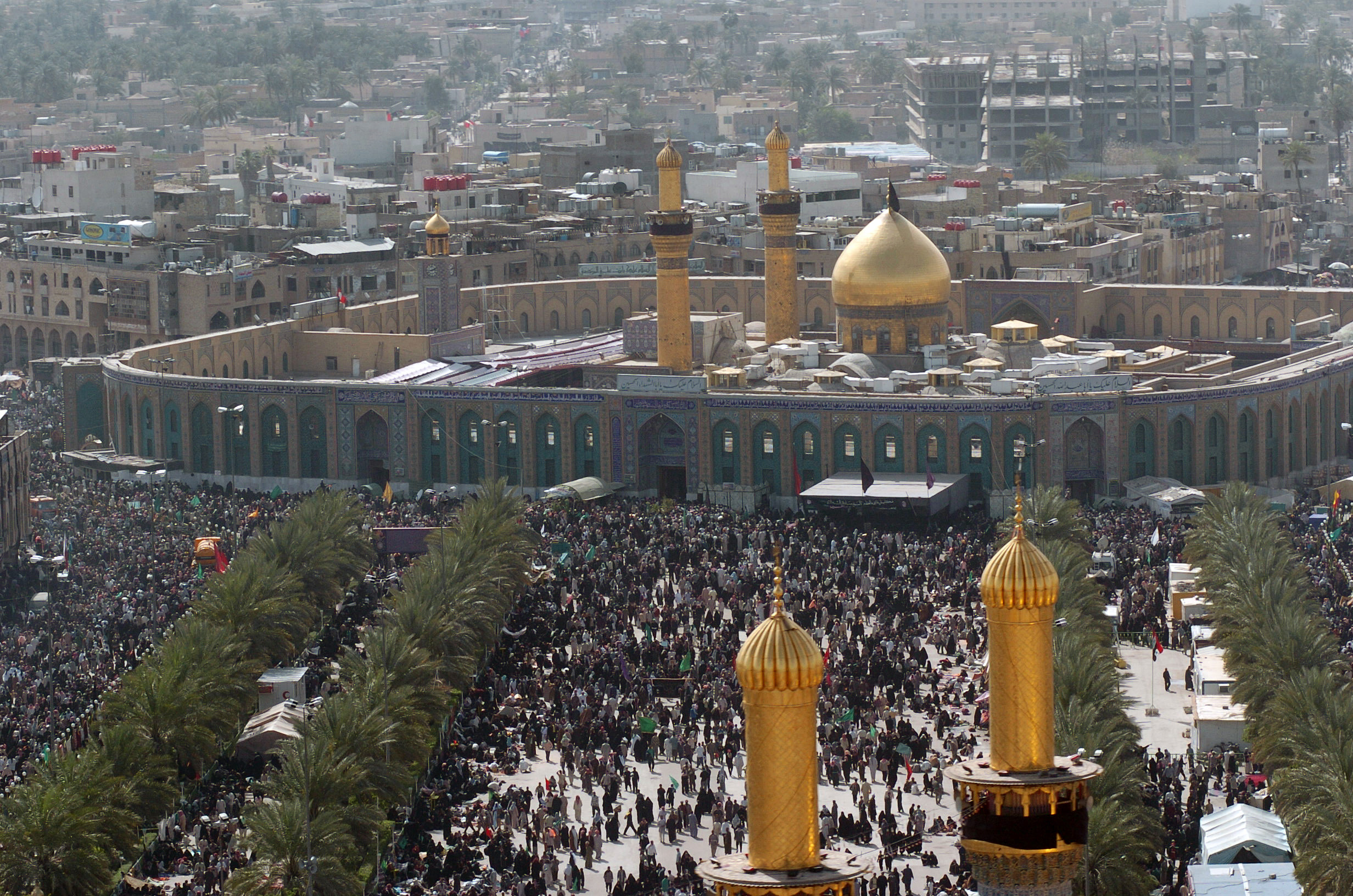
مراسم سوگواری حسین در کربلا
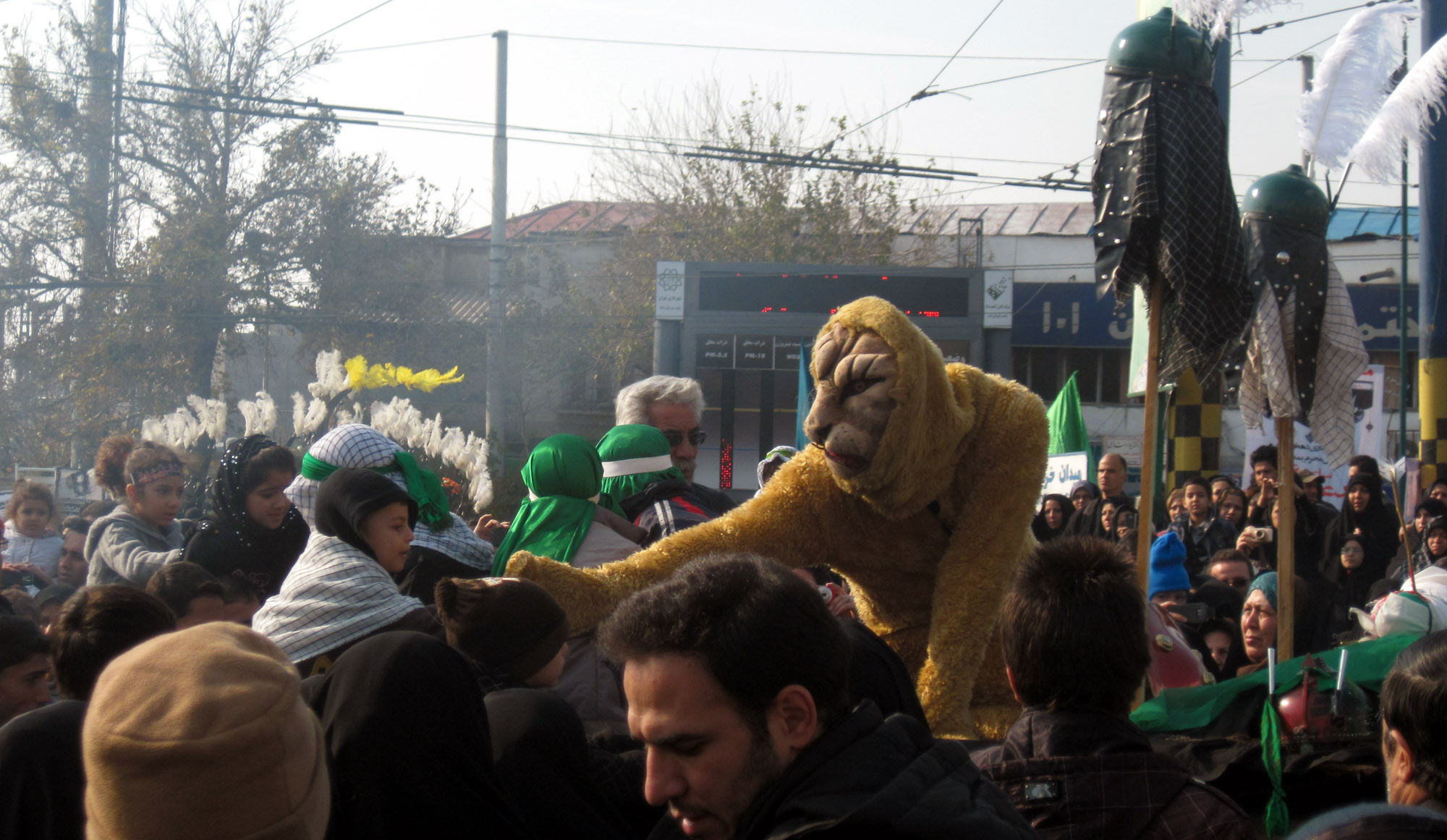
مردی در لباس شیر مراسم عاشورای تهران
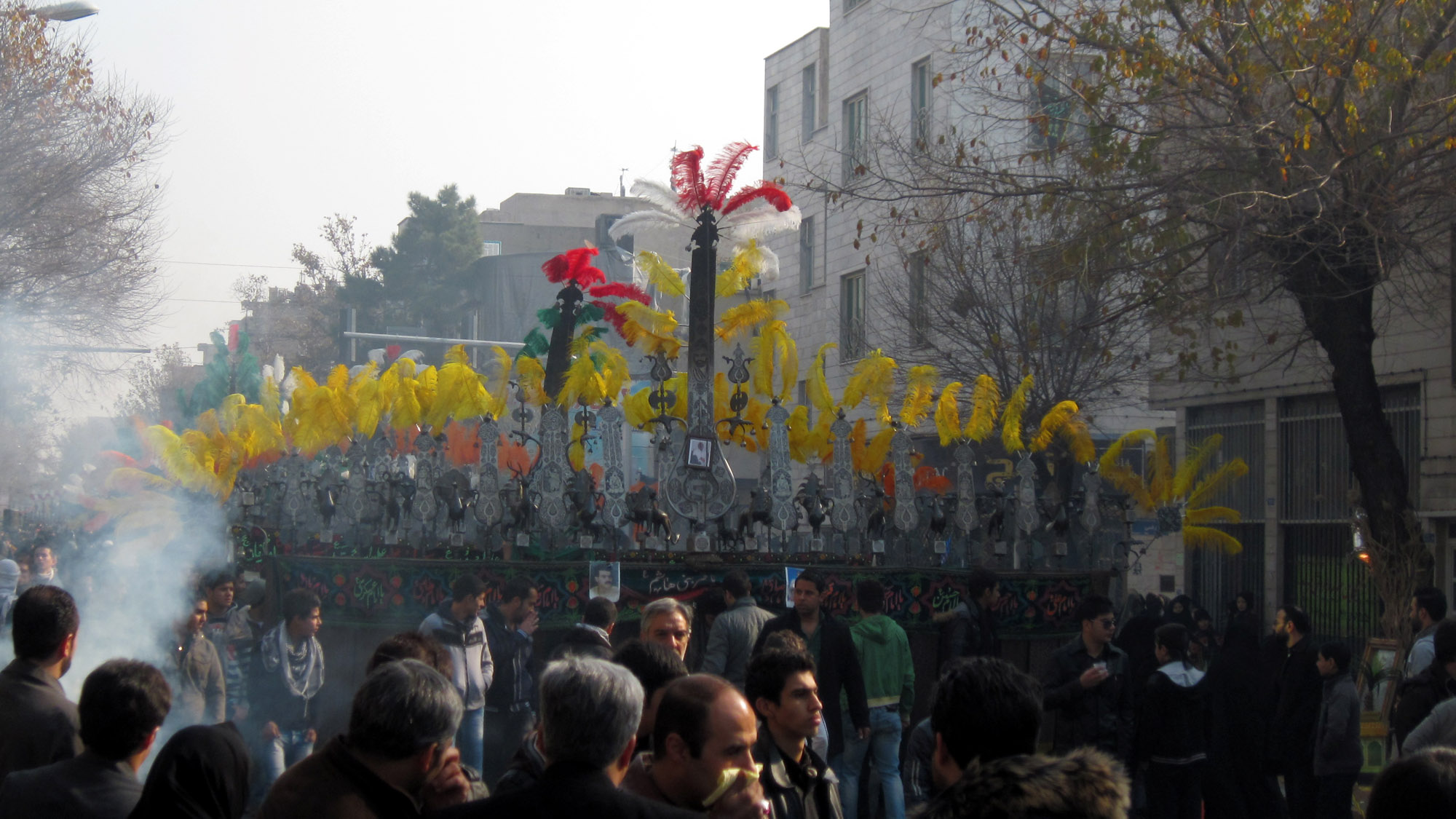
حمل علامت - مراسم عاشورا در تهران
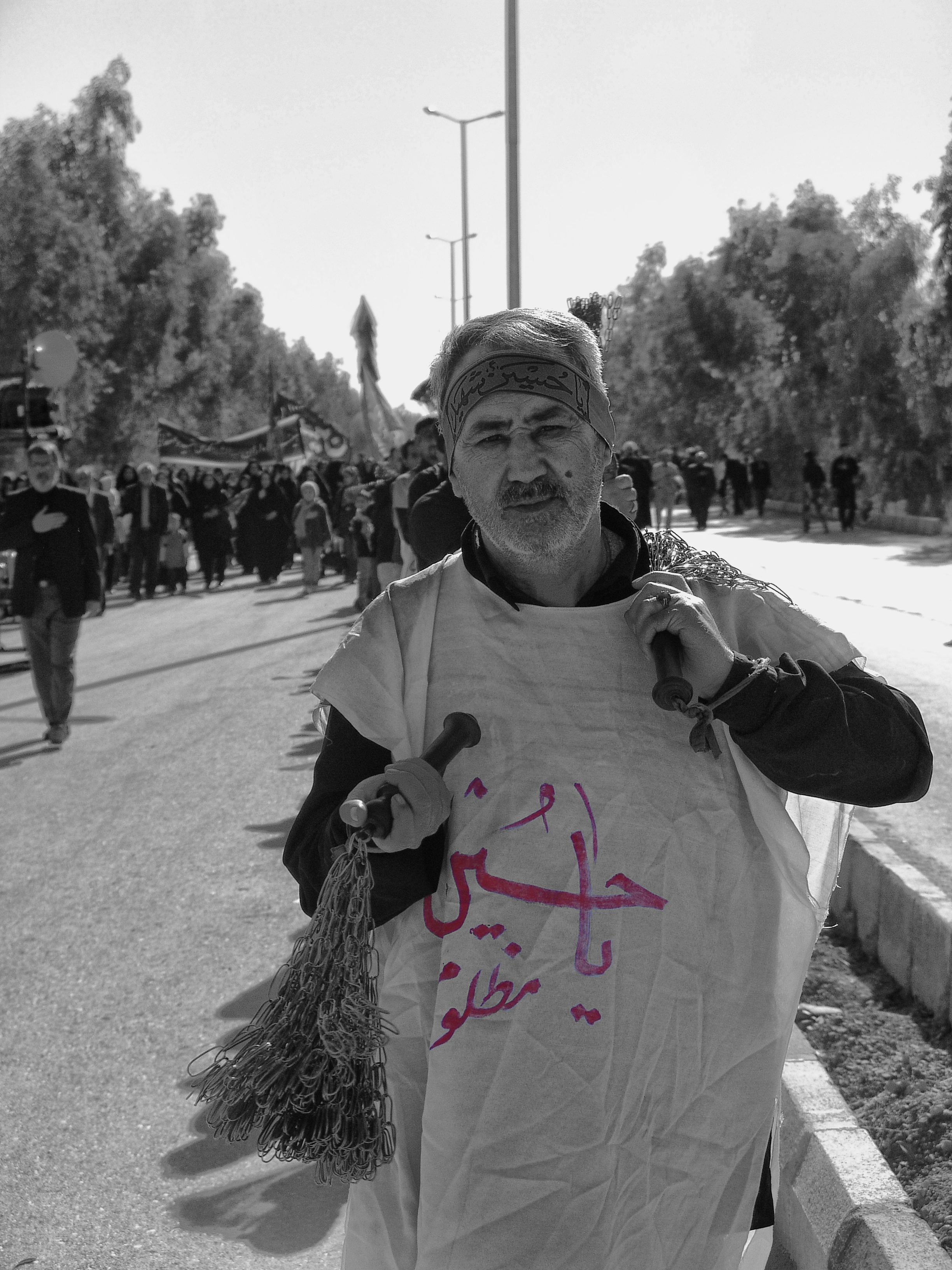
یک زنجیرزن در مراسم سوگواری عاشورا در هفتکل
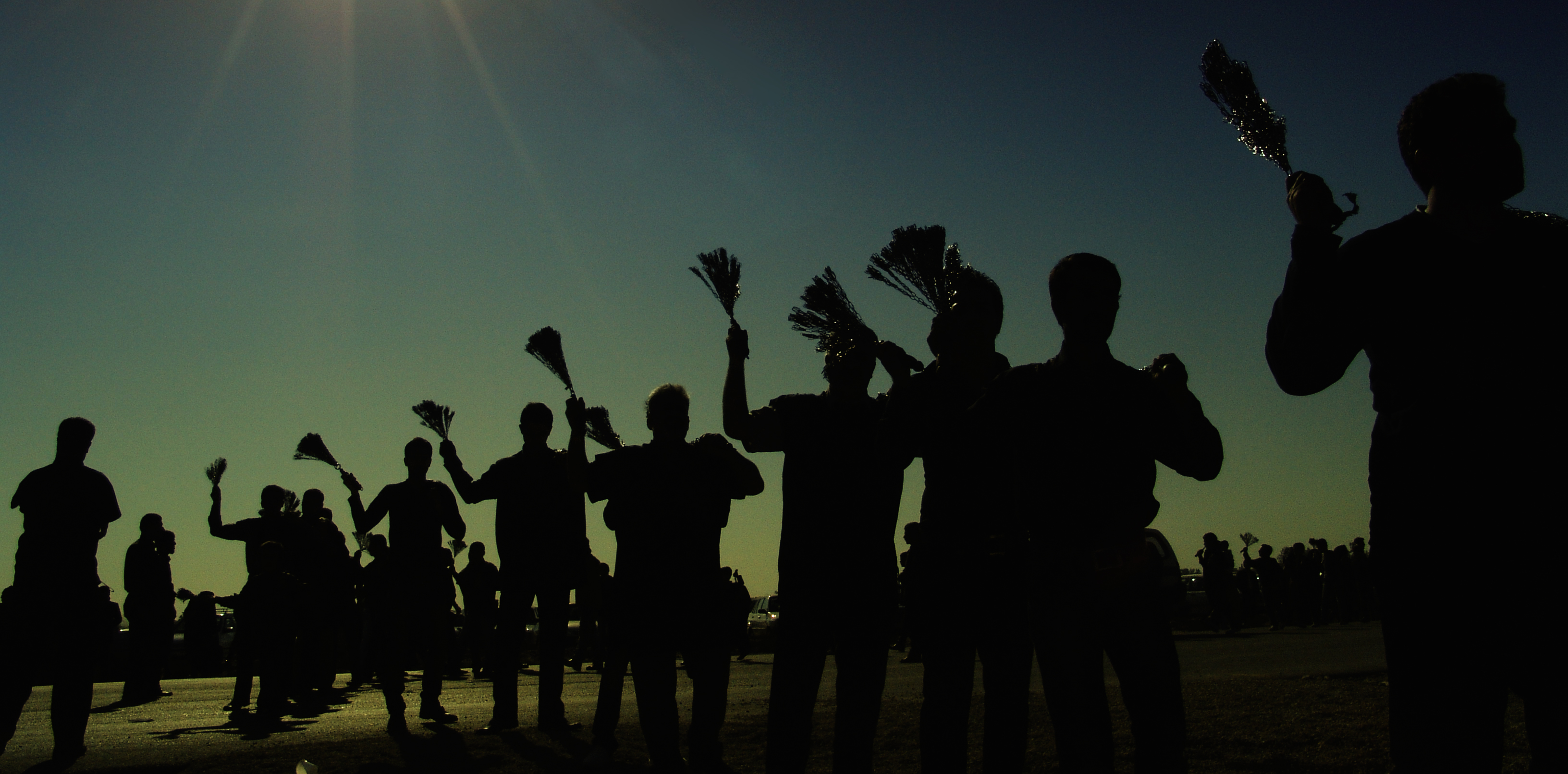
مراسم زنجیرزنی در هفتکل
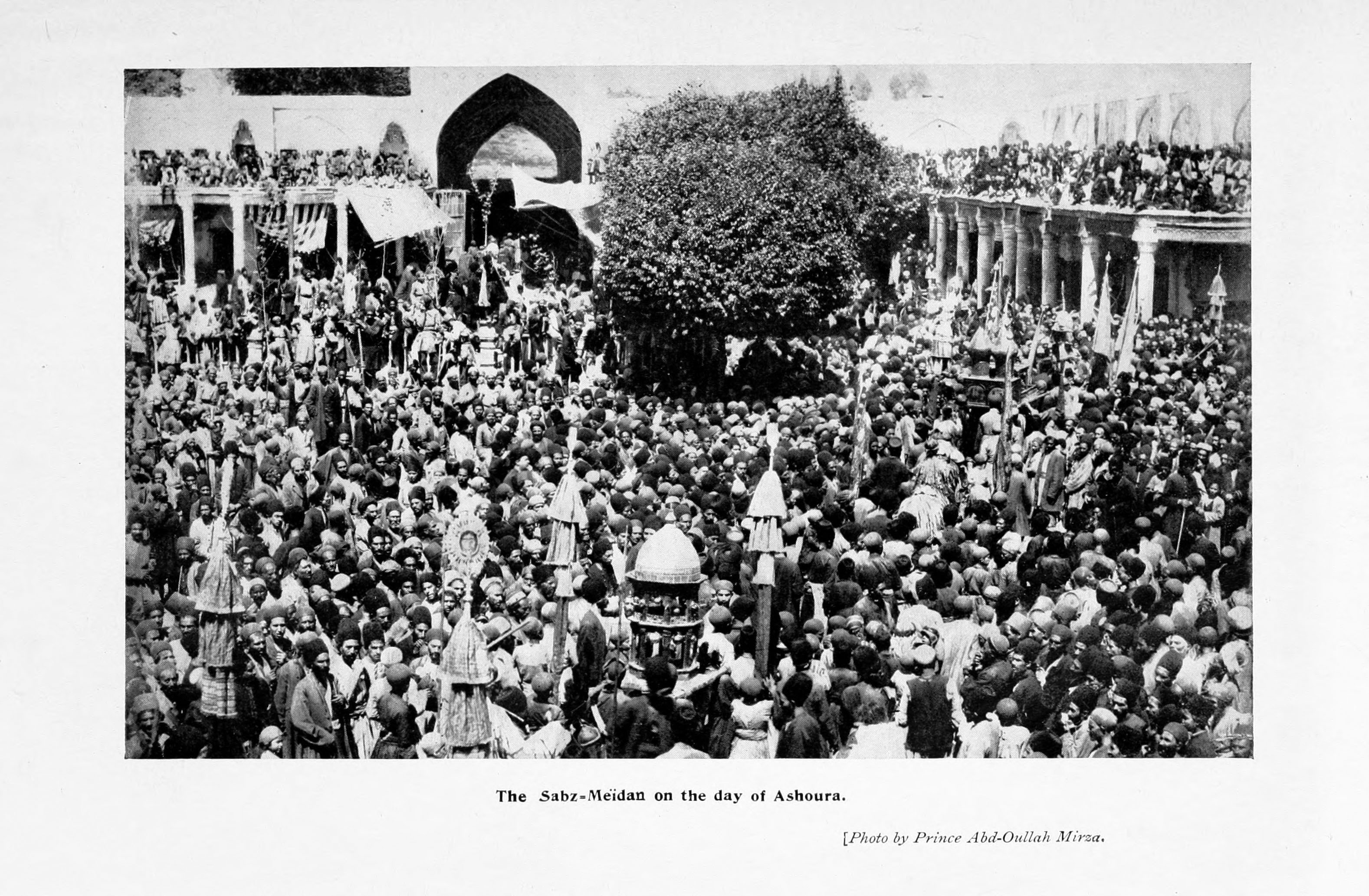
مراسم عاشورا در سبزه‌میدان تهران (حدوداً ۱۹۰۷ میلادی)